# Mongozo
Mongozo es una marca de cerveza de Bélgica elaborada a partir de los frutos de la palmera. La receta proviene de los antepasados del pueblo Chokwe de Henrique Kabia, cofundador de la empresa junto a Jan Fleurkens. Se fabrican cinco tipos distintos:
- Mongozo Palma
- Mongozo Banana (desde 2001)
- Mongozo Quinua (desde 2003)
- Mongozo Coconut (desde 2005)
- Mongozo Mango (desde 2008)

Los ingredientes para elaborar la cerveza provienen de Comercio Justo y Agricultura Biológica. Además, la empresa posee la certificación FLO de Comercio Justo.